# Jawnogrzesznica
Jawnogrzesznica – opowiadanie fantastycznonaukowe Rafała Ziemkiewicza, po raz pierwszy opublikowane w 1990 roku na łamach czasopisma „Fenix”. Utwór zaliczany jest do nurtu klerykal fiction i fantastyki socjologicznej, podejmując temat przyszłości Polski zdominowanej przez skrajnie zinstytucjonalizowaną religijność i kontrolę Kościoła katolickiego nad życiem publicznym. Fabuła opowiada o zapowiedzianym powrocie Chrystusa, który ma nastąpić w Polsce – kraju uważanym za ostatni bastion nieskażonej wiary.
Opowiadanie było wznawiane w antologiach i zbiorach autora, a także komentowane przez krytyków jako dzieło kontrowersyjne, lecz prowokujące do refleksji. Interpretowane zarówno jako satyra antyklerykalna, jak i przypowieść ewangeliczna, uznawane jest za jeden z ważniejszych tekstów polskiej fantastyki religijnej przełomu lat 80. i 90. XX wieku.

## Historia
Ziemkiewicz za inspirację do napisania utworu uznał swoje doświadczenia z czasu, gdy był kościelnym w Niepokalanowie podczas podróży apostolskiej Jana Pawła II do Polski w 1983 r.; samo opowiadanie powstało sześć lat później.
Utwór ukazał się w „Fenixie” (3/90). Został następnie kilkukrotnie przedrukowany: w antologii Jawnogrzesznica (wydawnictwo Przedświt, 1991), w zbiorze opowiadań Ziemkiewicza Zero złudzeń (wydawnictwo Białowieża, 1991), w antologii Robimy rewolucję (Prószyński i S-ka, 2000), w zbiorze Cała kupa wielkich braci (Fabryka Słów, 2002), i w zbiorze Coś mocniejszego (Fabryka Słów, 2006).

## Fabuła
Akcja opowiadania toczy się w niedalekiej przyszłości w Polsce, w której Kościół przejął pełną kontrolę nad życiem publicznym. Kraj ten jest przesycony symbolami religijnymi i patriotycznymi – wszędzie widoczne są krzyże, kotwice solidarnościowe, sztandary, częste są też podniosłe ceremonie o charakterze religijno-narodowym. Najważniejszy program telewizyjny zaczyna się słowami: „Niech będzie pochwalony Jezus Chrystus, wita państwa w Imię Boże Dziennik Telewizyjny”. Obywatele często używają dokumentów takich jak karty spowiedzi, świadectwa uczestnictwa w procesjach oraz książeczki eucharystyczne.
Równocześnie jednak kościelna biurokracja osiągnęła absurdalne rozmiary, a instytucja jest głęboko skorumpowana. Jednym z przejawów tej degeneracji są elektroniczne różańce, które pozwalają na kasowanie grzechów w skomputeryzowanym systemie monitoringu obywateli poprzez naciśnięcie przycisku odpowiednią liczbę razy.
Punktem kulminacyjnym historii jest zapowiedź powrotu Chrystusa, który ma ponownie objawić się właśnie w Polsce – jako „jedynym narodzie, który pozostał nieskalany grzechem”. Aby dostać się na stadion, gdzie ma nastąpić to wydarzenie, wierni muszą okazać odpowiednie dokumenty. Tytułowa jawnogrzesznica nie posiada wymaganych zaświadczeń, i mimo silnej wiary, nie otrzymuje pozwolenia na wejście. W decydującym momencie pojawia się tajemniczy mężczyzna prowadzący grupę grzeszników, którzy również nie mają kart wstępu. Strażnicy Milicji Bożej uznają go za fałszywego proroka i brutalnie wyrzucają poza bramę, ignorując jego słowa: „Wpuść mnie, tam na mnie czekają”. Przy nim klęczy jawnogrzesznica, tuląc jego głowę i zalewając się łzami. Tymczasem tłum pobożnych wyczekujących Mesjasza nigdy się go nie doczekuje.

## Analiza i odbiór

### Odbiór
Maciej Parowski opowiadanie ocenił jako „znakomite” i „prowokujące”. Marek Oramus, krytycznie oceniając gatunek klerykal fiction, do którego jest zaliczane, uznał jednak Jawnogrzesznicę za jeden z jego lepszych przykładów, jako „patrzące szerzej na problem”, i z powodu tego waloru intelektualnego, dalej (pisząc w 1995 r.) nie zapomnianych. 
Już w 1994 Bartłomiej Chaciński nazwał opowiadanie „kultowym” dla gatunku polskiej fantastyki naukowej. W 2003 Wojciech Gołąbowski, recenzując antologię Cała kupa wielkich braci dla fanzinu Esensja, opisał opowiadanie jako „już klasyczne”.

### Analiza
Sam Ziemkiewicz w notatce do opowiadania w antologii Jawnogrzesznica opisał je jako krytykę „stada, i tego, co potrafi zrobić z najpiękniejszą nawet myślą”.
Utwór uważany jest za jeden z formatywnych utworów klerykal fiction, albo szerzej, tekst należący do gatunku fantastyki religijnej, a także do fantastyki socjologicznej, podejmujący tematykę przyszłości Polski i Europy, ze szczególnym naciskiem na przyszłość duchowości (badacze i krytycy zwrócili tu uwagę na motyw ponownego przyjścia Jezusa).
Paweł Aleksandrowicz zwrócił uwagę na motyw krytyki Kościoła rzymskokatolickiego jako „zbyt zhierarchizowanego, przykładającego nadmierną wagę do formy, do obrzędów i – przede wszystkim – do pieniędzy i władzy, tym samym oddalonego od zwykłych wiernych, od wartości chrześcijańskich i od Boga”; z kolei zauważył także motyw odrzucenia Jezusa przez społeczeństwo konsumpcyjne, który odnajduje wiernych wśród „najbiedniejszych, zagubionych i grzeszących”. Podobnie Adam Mazurkiewicz zauważył, że choć opowiadanie nie podważa dogmatów wiary, ukazuje ono świat religii zrytualizowanej, w której aspekt duchowy zostaje zmarginalizowany w stosunku do aspektu prawa kanonicznego. Według Tadeusza A. Olszańskiego jednak, przedstawienie w utworze paruzji (ponownego przyjścia Chrystusa) nie jako początku końca świata, ale jako wstępu do ponownego Odkupienia, jest „herezją wprost niesłychaną”, gdyż sugeruje, że pierwsze Odkupienie było daremne.
Maciej Parowski w opowiadaniu dostrzegł „batożenie powierzchownego katolstwa”, ale zauważył też, że niektórzy odczytali opowiadanie inaczej, jako „chamski atak na Kościół jako wspólnotę wiernych”. Tomasz Kołodziejczak, we wstępie do antologii Jawnogrzesznica, opisał je jako „reakcję na społeczne strachy końca dziesięciolecia”.
W 1994 Bartłomiej Chaciński zauważył, że opowiadanie posłużyło autorowi do „skrytykowania narastającego instytucjonalizmu naszej wiary”, pisząc też, autor „broni duchowości i tolerancji religijnej, krytykując jednak przeżartą korupcją i kupczącą świętościami organizację”. Podobnie, według Natalii Budzyńskiej („Fronda”, 1999) „Wbrew pozorom nie jest to opowiadanie antyklerykalne, lecz głęboko ewangeliczne... Jeśli już, to należałoby nazwać utwór Ziemkiewicza antyfaryzejskim” (krytyką fałszu i obłudy). Budzyńska napisała też, że opowiadanie to „przypomina... zasadnicze przesłanie chrześcijaństwa – że Chrystus przychodzi do grzeszników, do ludzi, którzy czują, że są grzeszni. Jeśli nie zauważają własnych grzechów, nie zauważą również Tego, który z grzechów wyzwala.” Trzy lata później („Przewodnik Katolicki”, 2002) Budzyńska wróciła do tematu tego utworu, pisząc, że choć opowiadanie to „zdawało się być... totalną krytyką Kościoła po przemianach polskiej rzeczywistości... [jest ono] na wskroś przesycone treściami ewangelicznymi. Zwróciła tutaj uwagę na tematy poruszane w opowiadaniu, takie jak „wątki antyaborcyjne, wiara w osobowe istnienie Szatana, któremu zależy na grzechu, Kościół Jezusa Chrystusa”, które uznała za nieobecne w polskiej „postępowej” literaturze.